# 京都大学SF研究会
京都大学SF研究会（きょうとだいがくえすえふけんきゅうかい）は、京都大学のSFサークル。
正機関誌は『中間子』、翻訳・創作・評論が主体。副機関誌は評論中心の『WORKBOOK』と創作中心の『Astérisme』。『WORKBOOK』は1982年春創刊のあと、いくつかの大学SF研で発行されるようになったB5判コピー・ホッチキス中綴の書評・情報系ファンジンのさきがけであり、「WORKBOOKスタイル」と呼ばれることもあった。
学内では目立った活動はないが、SFファンダムではローカルコン京都SFフェスティバルの主催などで知られている。
2008年ごろから「京都大学SF・幻想文学研究会」に改称しており、会誌や学内文書などでは改称後の名称が使用されているが、一部イベントにおいては改称前の名称を使用して参加している状態が続いている。

## 沿革
- 1970年ごろ - 安田均らにより再結成（第2期）
- 1979年5月 - 大森望らにより再結成（第3期）
- 1981年 - 正機関誌「中間子」（第2期）刊行開始
- 1982年 - 「中間子」（第2期）2号刊行
- 1982年 - 　副機関誌「WORKBOOK」刊行開始（当初は月刊で刊行）
- 1982年 - 京都SFフェスティバル開催、以後毎年開かれることに
- 1985年 - 「中間子」（第2期）3号刊行、以後正機関誌の発行が途切れる
- 2006年 - 「中間子」の発行再開、以降第4期京都大学SF研究会と称する
- 2020年 - コロナ禍を受け、京都SFフェスティバルがオンライン開催に。以後リアルと配信のハイブリッド形式などに形を変えていくが、恒例であった「合宿」は復活せず。
- 2021年 - この頃からコロナ禍での新歓の難しさなどもあり、上の世代との隔絶が生じ始める。この頃から第5期京大SF研と称し始め、現在に至る。

## 主な出身者
第2期
- 安田均（ゲームデザイナー・翻訳家）※第2期創設者

第3期
- 大森望（翻訳家、評論家、書評家）
- 中西秀彦（中西印刷社長、文筆家）
- 鼎元亨（評論家、第1回日本SF評論賞選考委員特別賞受賞）
- 幹遙子（細美遙子）（翻訳家）※厳密には学外会員
- 小浜徹也（編集者、東京創元社勤務）
- 佐脇洋平（ゲームデザイナー、翻訳家）
- 藤田雅矢（作家、第7回日本ファンタジーノベル大賞優秀賞受賞）
- 清松みゆき（ゲームデザイナー、作家）
- 細井威男（海外SF研究・紹介者）
- 鳴庭真人（海外SF紹介者・翻訳家）

第4期
- 船戸一人（ハヤカワ・ロボットSFショートショート・コンテスト 次席入選）
- 坂永雄一（第1回創元SF短編賞 大森望賞受賞。「無脊椎動物の想像力と創造性について」で第53回星雲賞参考候補）
- 伴名練（第17回日本ホラー小説大賞短編賞受賞。『なめらかな世界と、その敵』で第40回日本SF大賞候補）
- 皆月蒼葉（水なづき蕎麦より筆名変更）（第3回創元SF短編賞 大森望賞受賞）
- 谷林守（第12回創元SF短編賞　日下三蔵賞受賞）
- 白川眞（翻訳者。週末翻訳クラブ「バベルうお」主宰）
- 平井尚海（英文学研究者、翻訳者。週末翻訳クラブ「バベルうお」メンバー）
- 鯨井久志（翻訳者）